# Stars and Stripes Forever

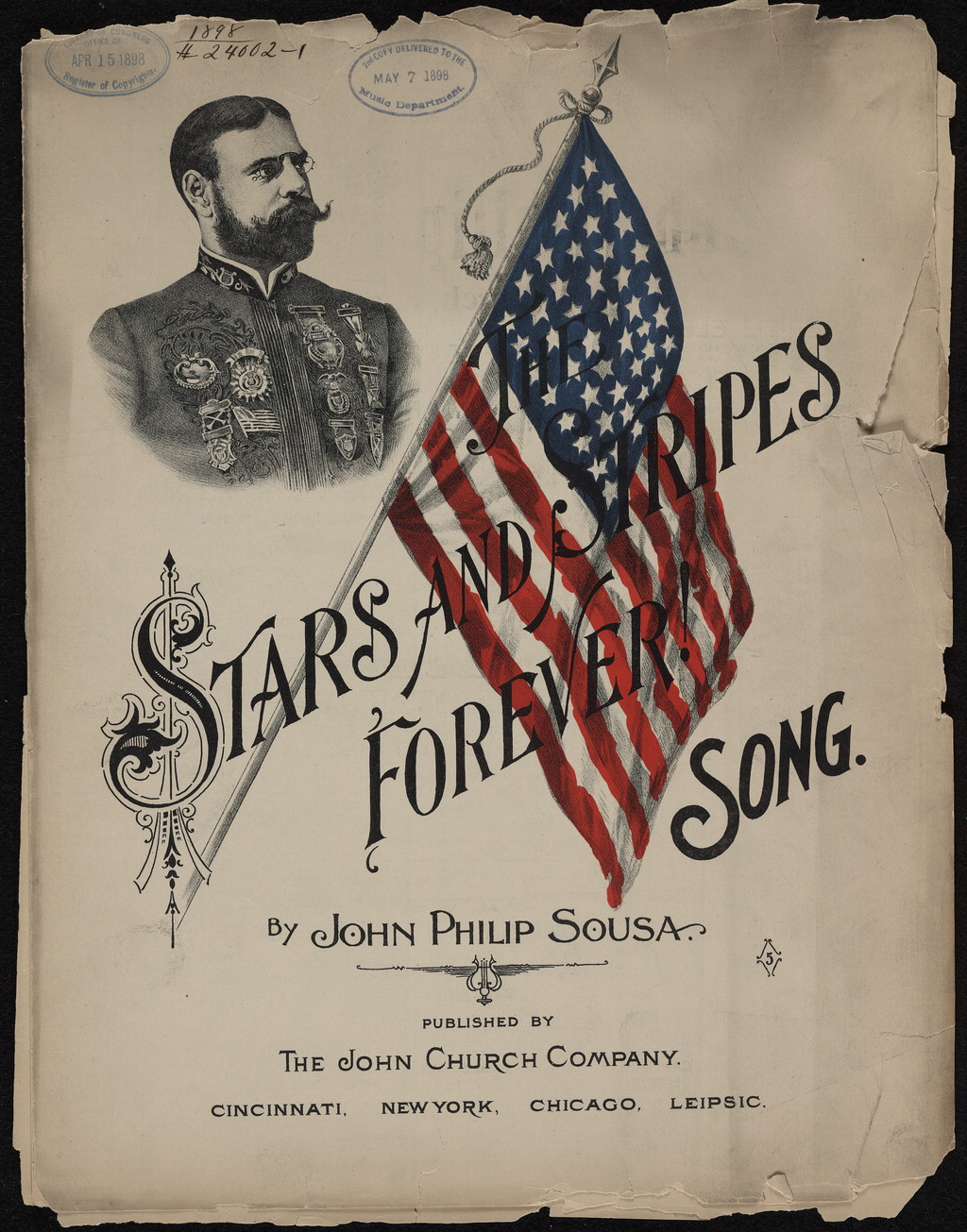
Stars and Stripes Forever von John Philip Sousa, Titelblatt 1897

Stars and Stripes Forever ist ein amerikanischer Militärmarsch, der 1896 von John Philip Sousa komponiert wurde. Es existiert eine Originalaufnahme von 1897 mit dem Komponisten als Dirigenten.
Das Stück wurde am 11. Dezember 1987 von US-Präsident Ronald Reagan auf Beschluss des Kongresses zum amerikanischen Nationalmarsch erklärt. Aufgrund seiner kulturellen und historischen Bedeutung für die Vereinigten Staaten wurde die bei Berliner Gramophone erschienene erste Aufnahme von Stars and Stripes Forever am 27. Januar 2003 in das National Recording Registry der Library of Congress aufgenommen.
In Deutschland wurde der Marsch unter anderem durch die Werbung für das Reinigungsmittel „Der General“ und das Trinklied Wir trinken das schäumende Bier  von Die 3 Besoffskis bekannt. Der Pianist Vladimir Horowitz transkribierte das Stück für Klavier. In amerikanischen Varietés und Zirkussen wird dieses Stück nie im regulären Betrieb gespielt, da es als Zeichen für die Alarmierung des Personals genutzt wird, falls eine Evakuierung nötig ist.
Stars and Stripes Forever ist auch der Originaltitel einer Filmbiografie über den Komponisten, die 1952 unter der Regie von Henry Koster mit Clifton Webb in der Rolle des John Phillip Sousa gedreht wurde (dt. Titel: Liebe, Pauken und Trompeten).

## Hörbeispiele
- USMMA Regimental Band (Band der Akademie der US-Handelsmarine), Aufnahme in voller Länge (4:43 Min.)[6]